# Embaixada da Hungria em Brasília
A Embaixada da Hungria em Brasília é a principal missão diplomática húngara no Brasil. Está localizada na Avenida das Nações, no Setor de Embaixadas Sul. O atual embaixador é Zoltán Szentgyörgyi.

## História
As relações diplomáticas entre ambos os países iniciaram-se em 1927, quando constituíram missões diplomáticas recíprocas. Antes disso, durante o Império Austro-Húngaro, o Brasil possuía um consulado em Budapeste.

## Serviços
A embaixada realiza os serviços protocolares das representações estrangeiras, como o auxílio aos húngaros que moram no Brasil e aos visitantes vindos da Hungria e também para os brasileiros que desejam visitar ou se mudar para o país europeu. A comunidade brasileira vive, em sua maioria, na capita Budapeste, e há uma comunidade de descendentes húngaros no Brasil com cerca de cem mil pessoas. Além da embaixada de Brasília, a Hungria mantém um consulado geral em São Paulo e consulados honorários no Rio de Janeiro, em Curitiba, em Fortaleza, em Belo Horizonte, em Porto Alegre, em Salvador, em Florianópolis e em Jaraguá do Sul.

Outras ações que passam pela embaixada são as relações diplomáticas com o governo brasileiro nas áreas política, econômica, cultural e científica. A diplomacia com os brasileiros está entre as prioridades de política externa húngara, sendo que o Brasil segundo maior parceiro comercial do país na América Latina. O comércio entre os dois movimentou mais de 480 milhões de dólares em 2018.